# Salma Paralluelo
Salma Celeste Paralluelo Ayingono (* 13. listopadu 2003) je španělská atletka a fotbalistka, která hraje jako levé křídlo za Barcelonu a španělskou reprezentaci. Je první hráčkou, která vyhrála mistrovství světa (2023), mistrovství světa U20 (2022) a mistrovství světa U17 (2018).

## Klubová kariéra
Svou kariéru začala v mládežnickém týmu UD San José, týmu ze Zaragozy.
Hrála za Zaragozu CFF a Villarreal. V roce 2022 byla nominována na cenu Ference Puskáse.
Poté, co jí na konci sezóny 2021/22 skončila smlouva s Villarrealem, přestoupila do Barcelony. V sezóně 2023/2024 vyhrála s týmem 4 trofeje a stala se nejlepší střelkyní Barcelony v sezóně (Trofeo Pichichi ale vyhrála Caroline Graham Hansenová). V roce 2024 skončila třetí v anketě Zlatý míč.